# 후안 안토니오 데우스토
후안 안토니오 데우스토 올라고르타(스페인어: Juan Antonio Deusto Olagorta; 1946년 1월 8일, 바스크 주 빌바오 ~ 2011년 7월 21일, 바스크 주 빌바오)는 스페인의 전 축구 선수로, 현역 시절 골키퍼로 활약했다.

## 클럽 경력
그는 아틀레틱 빌바오의 유소년부에서 축구를 시작했다. 1964년, 그는 빌바오 아틀레틱의 주전으로 이름을 올렸는데, 그는 후안호 산타마리아와 같은 자리를 놓고 경쟁했다. 1965년 9월 19일, 그는 1-0으로 이긴 발렌시아와의 경기에서 라 리가 신고식을 치렀다. 그러나, 그는 호세 앙헬 이리바르의 존재로 인해 5년 동안 단 13번의 경기에 출전하는데 만족해야 했다.
1970년, 그는 말라가로 이적했는데, 그는 안달루시아 연고 구단 소속으로 정점의 활약을 선보였는데, 1971-72 시즌에는 28경기에 출전해 23골 만을 실점해 트로페오 리카르도 사모라의 주인공이 되었다. 데우스토는 말라가 소속으로 143번의 라 리가 경기에 출전했다.
1975년, 말라가가 세군다 디비시온으로 강등당하면서, 데우스토는 에르쿨레스로 둥지를 옮겨 72번의 경기에 더 출전한 뒤 장갑을 벗었다.
도합하여, 그는 223번의 라 리가 경기에 출전했다.

## 국가대표팀 경력
그는 스페인 국가대표팀 경기에 딱 한 번 출전했다. 그의 처음이자 마지막 국가대표팀 경기는 1973년 11월 24일에 벌어진 서독과의 친선경기였다. 그는 1973년 2월부터 1975년 11월까지 수시로 국가대표팀에 차출되었지만, 출전 기회를 더 얻지는 못했다.

## 수상

### 클럽
아틀레틱 빌바오
- 코파 델 헤네랄리시모: 1969

### 개인
- 트로페오 리카르도 사모라: 1971-72